# Komandnaja-Nunatak
Der Komandnaja-Nunatak (russisch Гора Командная Gora Komandnaja, deutsch ‚Befehlsberg‘) ist ein Nunatak im ostantarktischen Königin-Maud-Land. Er ist der östlichste und höchste der Rochlin-Nunatakker im südlichen Teil der Payergruppe in der Hoelfjella.
Entdeckt und kartiert wurde er bei der Deutschen Antarktischen Expedition 1938/39 unter der Leitung des Polarforschers Alfred Ritscher. Wissenschaftler einer von 1960 bis 1961 durchgeführten sowjetischen Antarktisexpedition, bei der anhand von Luftaufnahmen und Vermessungen eine neuerliche Kartierung erfolgte, benannten ihn.